# Prefectura de Inezgane-Aït Melloul
La prefectura de Inezgane-Aït Melloul es una de las prefecturas de Marruecos, parte de la región de Sus-Masa. Tiene una superficie de 293 km² y 419.614 habitantes censados en 2004.

## División administrativa
La prefectura de Inezgane-Aït Melloul consta de tres municipios y tres comunas:

### Municipios
- Aït Melloul
- Dcheira El Jihadia
- Inezgane

### Comunas
- Lqliiaa
- Oulad Dahou
- Temsia